# Sky Express (Grecia)
Sky Express, nome legale Cretan Aeronautical Operations (in greco Κρητικές Αεροπορικές Εκμεταλλεύσεις Kritikés Aeroporikés Ekmetallefsis?), è una compagnia aerea greca con sede nell'aeroporto internazionale di Atene.

## Storia
La compagnia aerea è stata fondata all'inizio del 2005 da Miltiadis Tsagkarakis, ex direttore generale e pilota dell'Olympic Airlines, e George Mavrantonakis, ex direttore operativo e responsabile dell'Olympic Airlines, nonché consulente del presidente dell'azienda. Le operazioni sono iniziate nel luglio 2005, inclusi voli di linea, charter, cargo, aerotaxi, servizi medici di emergenza, escursioni e voli turistici.
La flotta Sky Express inizialmente era composta da un solo BAe Jetstream 41, successivamente ne fu aggiunto un altro. Questo è stato seguito da due McDonnell Douglas MD-83 e altri due Jetstream 41. Gli MD-83 sono stati utilizzati principalmente per operazioni charter estive e sono stati presto eliminati.
Nell'ottobre 2020, la compagnia aerea ha effettuato un ordine fermo per quattro aeromobili Airbus A320neo. Sei ATR 72-600 sono stati ordinati nel corso dell'anno successivo, con il primo aereo consegnato a Sky Express il 30 giugno 2021.

### Polemica sul logo

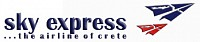
Il logo utilizzato in precedenza.

Il logo iniziale della compagnia aerea è stato ispirato dalla bandiera dello stato di Creta, uno stato semi-indipendente sotto l'Impero Ottomano. La bandiera dello stato cretese era composta da una croce bianca che si estendeva fino ai bordi della bandiera, con il cantone superiore colorato di rosso, una stella bianca che simboleggiava la sovranità ottomana sull'isola e quadrati in blu che simboleggiavano i greci di Creta. La bandiera è stata adottata anche come simbolo del movimento di pseudo-indipendenza cretese.
Il logo adottato non fu ben accolto dai greci, in particolare dai cretesi. A seguito di questa controversia, l'azienda non mantenne il logo per evitare confusione. La società si è comunque difesa affermando di non ritenere offensiva la bandiera, perché rappresentava un passo importante nell'unificazione di Creta con il Regno di Grecia.

## Destinazioni
Al 2022, Sky Express opera voli di linea verso Belgio, Bulgaria, Cipro, Francia, Germania, Grecia, Italia, Paesi Bassi e Regno Unito.

### Accordi commerciali
Al 2022 Sky Express ha accordi di code-share con le seguenti compagnie:
- Air France[7]
- Air Serbia[8]
- Air Transat[9]
- American Airlines[10]
- Condor[11]
- Delta Air Lines[12]
- EasyJet[13]
- El Al[14]
- Emirates[15]
- KLM[7]
- Middle East Airlines[16]
- Qatar Airways[17]
- Royal Jordanian[18]
- Transavia[7]

## Flotta

### Flotta attuale

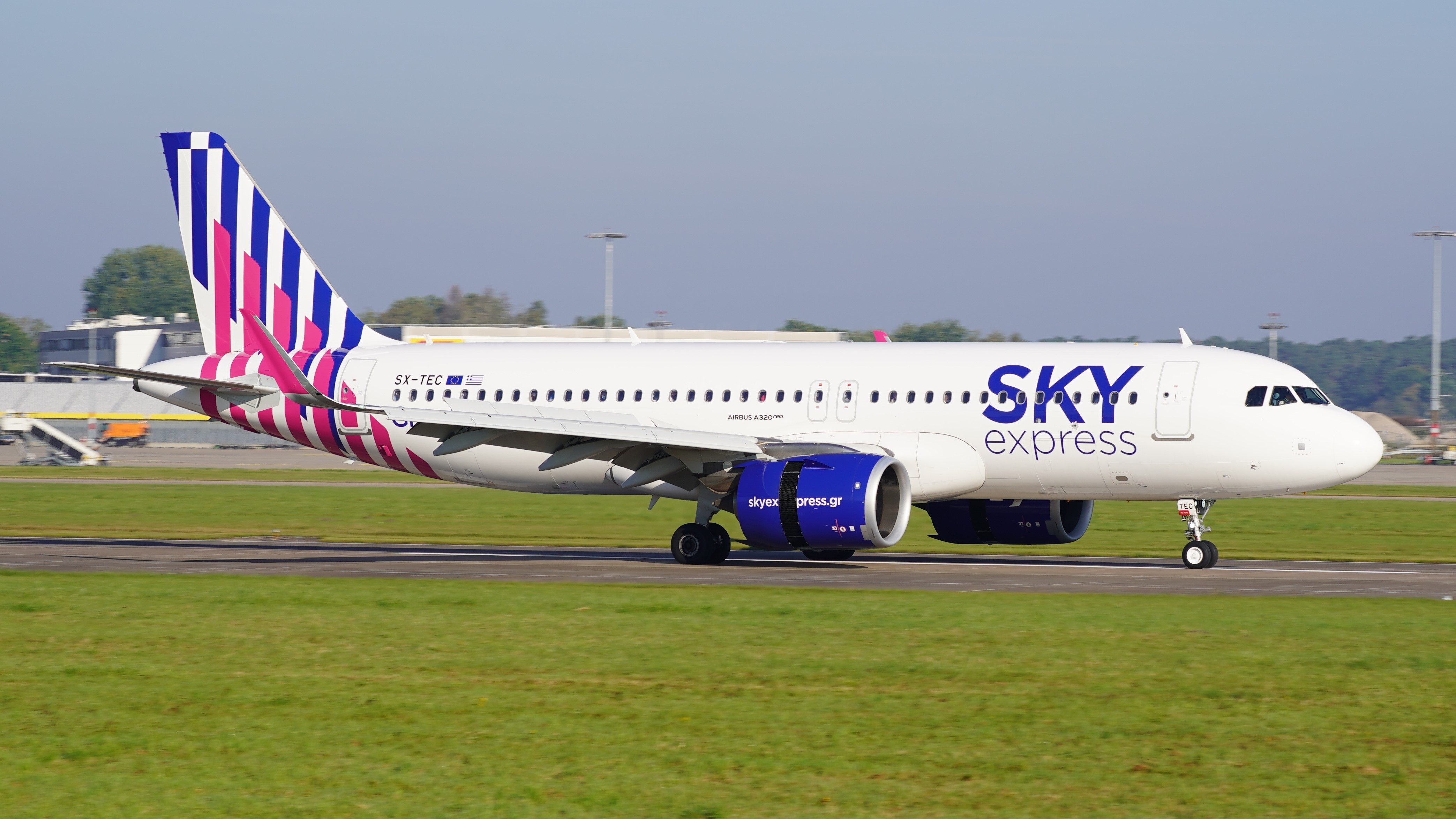
Un Airbus A320neo.

Ad ottobre 2024 la flotta di Sky Express è così composta:

### Flotta storica

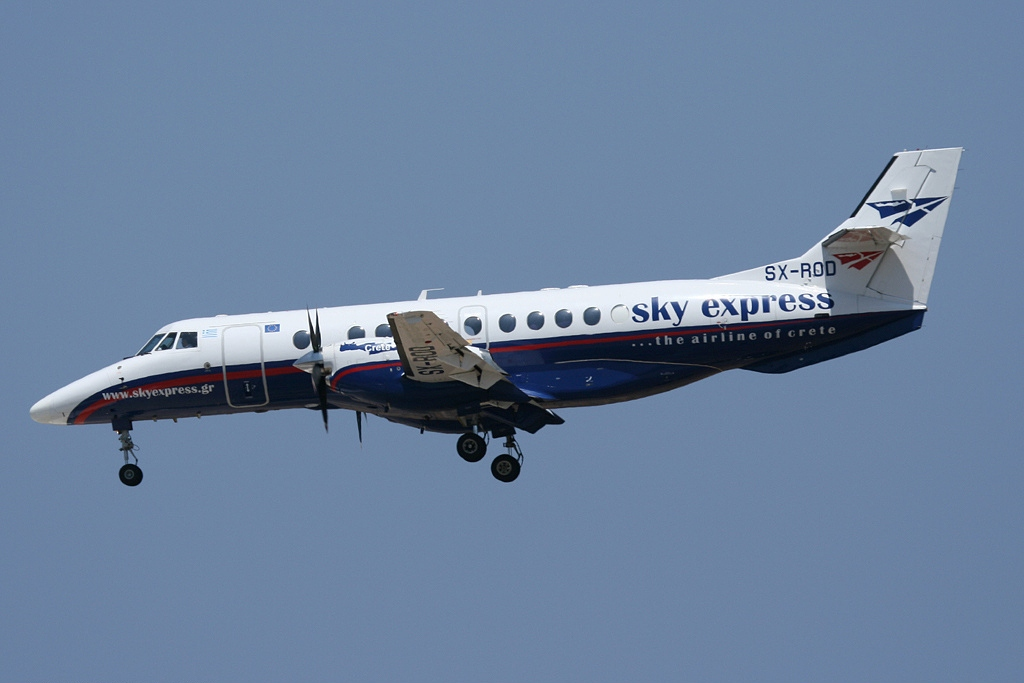
Un British Aerospace Jetstream 41.

Sky Express operava in precedenza con i seguenti aeromobili: